# Руждија Сејдовић
Руждија Сејдовић (Убли, 1966) црногорски је песник, драматург, преводилац и активиста.

## Биографија
Сејдовић је рођен у Убли код Подгорице 1966. године. Када је завршио основну и средњу школу, уписао Вишу угоститељску школу у Београду. Прво се одселио за Италију, Француску и на крају је отишао за Немачку 1989. године. Тамо је радио као новинар и уредник емисија на ромском језику. У Немачкој је основао Ромски архив и библиотеку. Такође је покренуо издавање новина Romano lil. Био је ангажован на израду школског материјала за ромски језик у Министарству за śколовање и образовање града Келна.
У међувремену је завршио курс сликарства и уметности.
Тренутно се бави преводилачким радом, пише и ствара у Келну.

## Дела
- Омладински Покрет, Цетиње (1981, 1983, 1985)
- Krlo e Romengo - Глас Рома, (1983)
- Khamutne dive (1987)
- Свјетлост у поноћ, Подгорица (1988)
- Књижевна ревија, Осијек (1989)
- Romano lil  – Келн (1989-1991)
- Jekh čhib, Келн (1994)
- Romano Nevipe (1997)
- Kosovo mon amour, Париз (2004)
- Sic! No.6, Сарајево (2010)
- Еремит, Подгорица (2011)

### Драме
- Јерма после смрти
- Kosovo Karussell